# UEFA Europa League finalen 2022
UEFA Europa League finalen 2022 var en fodboldkamp der blev spillet 18. maj 2022. Kampen blev spillet Estadio Ramón Sánchez Pizjuán i den spanske by Sevilla, og skulle finde vinderen af UEFA Europa League 2021-22. De deltagende hold var tyske Eintracht Frankfurt og skotske Rangers. Den var kulminationen på den 51. sæson i Europas næststørste klubturnering for hold arrangeret af UEFA, og den 13. finale siden turneringen skiftede navn fra UEFA Cup til UEFA Europa League.
Med en sejr på 5-4 efter straffesparkskonkurrence sikrede Eintracht Frankfurt sin anden triumf i turneringen.
Kampen blev ledet af den slovenske dommer Slavko Vinčić.